# Centre de la Cultura Catalana
Centre de la Cultura Catalana és una associació civil creada el novembre de 1994 a Andorra la Vella per una seixantena de promotors que es van reunir amb la voluntat comuna de contribuir a redreçar els aspectes lingüístics i culturals a Andorra.
El 16 de gener del 1995 va celebrar la seva Assemblea fundacional i des d'aleshores és obert a tothom amb diverses seccions i activitats. La junta directiva constituïda el 1997 era formada per Fèlix Canet i Giralt (president), Jaume Domènech i Pons (vicepresident), Joaquim Juan i Vañó (tresorer) i Salvador Brasó i Campderrós (secretari general). Hi va col·laborar Manuel Anglada i Ferran. El 2005 celebrà el seu desè aniversari.
Les activitats del centre incloïen la mostra de cinema català «Hivern de Cinema», la recollida de la Flama del Canigó i altres activitats durant la diada de Sant Joan (amb la col·laboració dels Fallaires d'Andorra la Vella), l'organització del Premi Carles Sabater a la millor cançó en català de l'any (fins a la fi de la dècada del 2000), concursos de pessebres i presentacions i berenars literaris. Tanmateix, amb el transcurs dels anys el Centre va passar per diferents dificultats econòmiques i el novembre de 2013 es va veure en l'obligació de tancar el local que el Centre tenia obert al carrer de la Llacuna d'Andorra la Vella.
Aquell trasbals financer li va provocar una retallada de subvencions i d'activitat dràstiques que va perdurar més d'una dècada. El centre, a les primeries dels anys 2020, ja només mantenia la Festa del foc —l’arribada de la flama del Canigó— i altres actes puntuals amb la col·laboració del Comú d'Andorra la Vella i del Govern d'Andorra.